# Apple Disk Image
Apple Disk Image è un formato di file sviluppato da Apple. Il nome indica due differenti tipi di immagine disco:
- Universal Disk Image Format (UDIF), introdotto in macOS con l'estensione .dmg
- New Disk Image Format (NDIF), utilizzato da Mac OS 9, evoluzione del precedente formato denominato Disk Copy 4.2 (o DART nella sua variante compressa), che utilizzava l'estensioni .img e .smi[3]

Il formato permette l'utilizzo di password e della compressione. In macOS una volta montato è accessibile come volume tramite il Finder.
L'applicazione per la creazione di una immagine disco è denominata Utility Disco. Esiste inoltre un software con interfaccia a riga di comando denominato hdiutil.